# F1 2013
F1 2013 (o anche Formula 1 2013) è un videogioco di guida prodotto da Codemasters, basato sul Campionato mondiale di Formula 1 2013. È il seguito dei pluripremiati F1 2010, F1 2011 e F1 2012, è stato pubblicato il 4 ottobre 2013 per PC, PlayStation 3 e Xbox 360 in Europa (l'8 ottobre 2013 è uscito in Nord America).
Nel marzo 2014 F1 2013 è stato pubblicato per macOS a opera di Feral Interactive.

## Nuove caratteristiche
Sono presenti le seguenti modalità: Grand Prix gara singola e mondiale 2013 ad altissimo tasso di personalizzazione, F1 classics, prova a tempo, controtempo, modalità scenario sia per le vetture moderne che per le classiche, modalità che consiste nell'affrontare numerose sfide di numerosi generi, attuali, Test per giovani piloti, sfida campionato e, della durata di 5 anni, la Modalità Carriera. La modalità Test per giovani piloti è stata ampliata, pur mantenendo una struttura di base simile a quella vista in F1 2012.
È stato aggiunto un livello di difficoltà intermedio, rendendo così l'esperienza di gioco ancora più regolabile in base alle abilità dei singoli giocatori. Fa la sua comparsa la modalità F1 Classic, in cui si possono guidare auto degli anni ottanta e novanta; presenti quattro nuovi tracciati storici. Sono state commercializzate due versioni del gioco: la Standard Edition con le sole vetture degli anni ottanta e due circuiti storici, e la Classic Edition con le vetture storiche e i vecchi tracciati. I possessori della Standard Edition possono scaricare le vetture degli anni novanta e i rimanenti circuiti storici acquistando il relativo DLC.
La guidabilità delle auto storiche è differente da quella delle monoposto attuali: più difficili da controllare, specialmente in fase di accelerazione. È possibile, nella modalità campionato, controllare un pilota reale (non era possibile nella precedente edizione). Il gameplay è stato migliorato ed ora le vetture rispondono in maniera più verosimile, specie nell'uscita dalle curve; anche con gli aiuti attivati al massimo bisogna avere un controllo dolce e non accelerare troppo, o  si parte in testa coda, danneggiando gomme e motore. La grafica ha subito notevoli miglioramenti e nella modalità F1 Classics un "filtro colore" permette di assaporare la grafica televisiva di un tempo.
Sono stati migliorati i pit-stop, ora più veloci e realistici (movimenti di monoposto e meccanici). È possibile correre sui vecchi tracciati con le monoposto attuali, e con le auto storiche sugli attuali circuiti del mondiale. A causa di problemi relativi ai diritti commerciali, non sono presenti né le McLaren storiche, né Ayrton Senna.

## Circuiti e team

### Lista dei piloti e dei team
F1 2013 include tutti i 22 piloti e le 11 squadre che hanno iniziato la stagione 2013 di Formula 1.
| Team                                | No. | Piloti              |
| ----------------------------------- | --- | ------------------- |
| Infiniti Red Bull Racing Renault    | 1   | Sebastian Vettel    |
| Infiniti Red Bull Racing Renault    | 2   | Mark Webber         |
| Scuderia Ferrari                    | 3   | Fernando Alonso     |
| Scuderia Ferrari                    | 4   | Felipe Massa        |
| Vodafone McLaren Mercedes           | 5   | Jenson Button       |
| Vodafone McLaren Mercedes           | 6   | Sergio Pérez        |
| Lotus Renault                       | 7   | Kimi Räikkönen      |
| Lotus Renault                       | 8   | Romain Grosjean     |
| Mercedes AMG Petronas F1            | 9   | Nico Rosberg        |
| Mercedes AMG Petronas F1            | 10  | Lewis Hamilton      |
| Sauber Ferrari                      | 11  | Nico Hülkenberg     |
| Sauber Ferrari                      | 12  | Esteban Gutiérrez   |
| Sahara Force India F1 Team Mercedes | 14  | Paul di Resta       |
| Sahara Force India F1 Team Mercedes | 15  | Adrian Sutil        |
| Williams Renault                    | 16  | Pastor Maldonado    |
| Williams Renault                    | 17  | Valtteri Bottas     |
| Scuderia Toro Rosso Ferrari         | 18  | Jean-Éric Vergne    |
| Scuderia Toro Rosso Ferrari         | 19  | Daniel Ricciardo    |
| Caterham Renault                    | 20  | Charles Pic         |
| Caterham Renault                    | 21  | Giedo van der Garde |
| Marussia Cosworth                   | 22  | Jules Bianchi       |
| Marussia Cosworth                   | 23  | Max Chilton         |

### Lista dei circuiti
F1 2013 contiene l'intero calendario formato da 19 circuiti, con il ritorno per gli anni dispari del Nürburgring che ospita il Gran Premio di Germania.
| No. | Gran Premio          | Circuito                         |
| --- | -------------------- | -------------------------------- |
| 1   | GP d'Australia       | Albert Park Circuit              |
| 2   | GP della Malesia     | Sepang International Circuit     |
| 3   | GP di Cina           | Shanghai International Circuit   |
| 4   | GP del Bahrain       | Circuito di Manama               |
| 5   | GP di Spagna         | Circuito di Barcellona-Catalogna |
| 6   | GP di Monaco         | Circuito di Monte Carlo          |
| 7   | GP del Canada        | Circuit Gilles Villeneuve        |
| 8   | GP di Gran Bretagna  | Silverstone Circuit              |
| 9   | GP di Germania       | Nürburgring Gp-Strecke           |
| 10  | GP d'Ungheria        | Hungaroring                      |
| 11  | GP del Belgio        | Circuito di Spa-Francorchamps    |
| 12  | GP d'Italia          | Autodromo nazionale di Monza     |
| 13  | GP di Singapore      | Singapore Street Circuit         |
| 14  | GP di Corea          | Korean International Circuit     |
| 15  | GP del Giappone      | Suzuka Circuit                   |
| 16  | GP d'India           | Buddh International Circuit      |
| 17  | GP di Abu Dhabi      | Yas Marina Circuit               |
| 18  | GP degli Stati Uniti | Circuito delle Americhe          |
| 19  | GP del Brasile       | Autódromo José Carlos Pace       |

## Contenuti storici

### Lista dei circuiti storici
- Circuito di Jerez de la Frontera (layout originale) - Sede del precedente Gran Premio di Spagna.
- Circuito di Brands Hatch (layout originale) - Sede del precedente Gran Premio d'Inghilterra.
- Circuito di Imola (layout 1995-2006) - Sede del precedente Gran Premio di San Marino (solo con la Classic Edition o DLC).
- Circuito di Estoril (layout originale) - Sede del precedente Gran Premio del Portogallo (solo con la Classic Edition o DLC).

### Anni settanta (solo DLC)
- 1976 - Ferrari 312 T2 - Pilota: Niki Lauda[1]

### Anni ottanta
- 1980 - Williams FW07B
- Pilota originale: Alan Jones
- Leggenda del team: Alain Prost
- 1986 - Lotus 98T
- Leggende del team: Mario Andretti e Emerson Fittipaldi
- 1988 - Ferrari F1-87/88C
- Pilota originale: Gerhard Berger
- Leggenda del team: Michael Schumacher
- 1988 - Lotus 100T
- Pilota originale: Satoru Nakajima
- Leggenda del team: Mika Häkkinen
- 1988 - Williams FW12
- Pilota originale: Nigel Mansell
- Leggenda del team: Damon Hill

### Anni novanta (solo con laClassic Editiono DLC)
- 1992 - Ferrari F92 A
- Piloti originali: Jean Alesi e Ivan Capelli
- 1992 - Williams FW14B
- Pilota originale: Nigel Mansell
- Leggenda del team: David Coulthard
- 1996 - Ferrari F310
- Pilota originale: Michael Schumacher
- Leggenda del team: Gerhard Berger
- 1996 - Williams FW18
- Piloti originali: Damon Hill e Jacques Villeneuve
- 1999 - Ferrari F399
- Pilota originale: Eddie Irvine
- Leggenda del team: Jody Scheckter
- 1999 - Williams FW21
- Pilota originale: Ralf Schumacher
- Leggenda del team: Alain Prost